# Salta (provincie)
Salta  je jednou z 23 provincií, které tvoří republiku Argentina. Nachází se v oblasti tzv. Velkého severu Argentiny ([Región del Norte Grande Argentino) na severozápadě země. Sousedními provinciemi jsou Formosa, Chaco, Santiago del Estero, Tucumán, Catamarca a Jujuy. Sousední státy na severu jsou Bolívie a Paraguay a na západě Chile. Hlavní město provincie má stejné jméno – Salta. Rozloha provincie je 155 488 km²,počet obyvatel je přibližně 1,44 milionu. Provincie je administrativně rozdělena na 23 departementů.

## Administrativní dělení
1. Anta (Joaquín Víctor González)
2. Cachi (Cachi)
3. Cafayate (Cafayate)
4. Capital (Salta) (Salta)
5. Cerrillos (Cerrillos)
6. Chicoana (Chicoana)
7. General Güemes (General Güemes)
8. General José de San Martín (Tartagal)
9. Guachipas (Guachipas)
10. Iruya (Iruya)
11. La Caldera (La Caldera)
12. La Candelaria (La Candelaria)
13. La Poma (La Poma)
14. La Viña (La Viña)
15. Los Andes (San Antonio de los Cobres)
16. Metán (San José de Metán)
17. Molinos (Molinos)
18. Orán (San Ramón de la Nueva Orán)
19. Rivadavia (Rivadavia)
20. Rosario de la Frontera (Rosario de la Frontera)
21. Rosario de Lerma (Rosario de Lerma)
22. San Carlos (San Carlos))
23. Santa Victoria (Santa Victoria)

## Geografie
Provincie je na západě hornatá, zasahuje z části do pouště Atacama, prochází čtyřmi horskými pásmy Cordilier a potom směrem na východ přechází do nížin na západě Gran Chaco. Západ je zavlažován toky a přítoky řek Río Bermejo a Río Salado, jejichž údolí jsou úrodná. Severovýchodní částí provincie protéká řeka Pilcomayo. Ta přitéká ze sousední Bolívie a na svém dolním toku tvoří hranici mezi Argentinou a Paraguayí.

### Fotogalerie

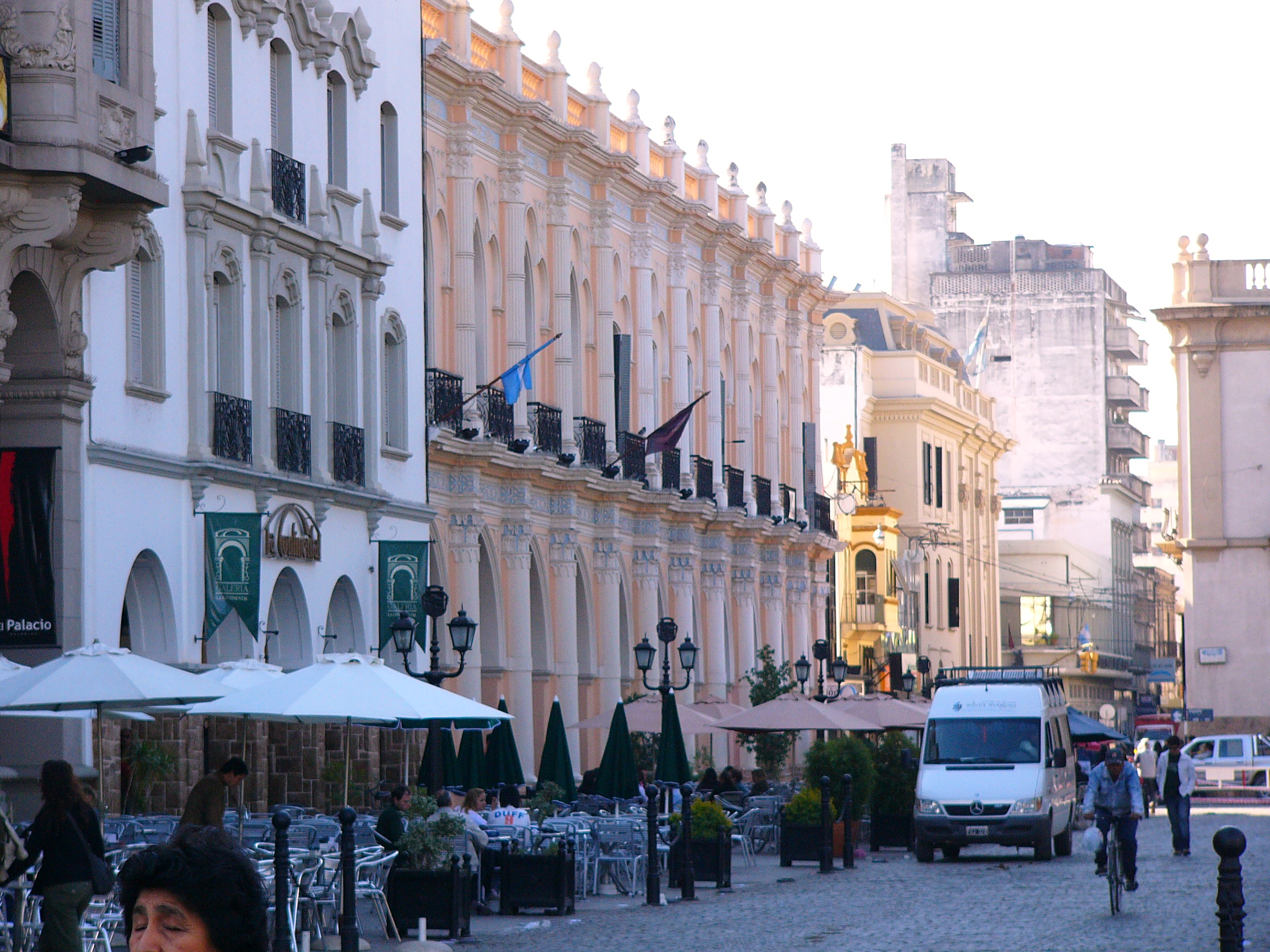
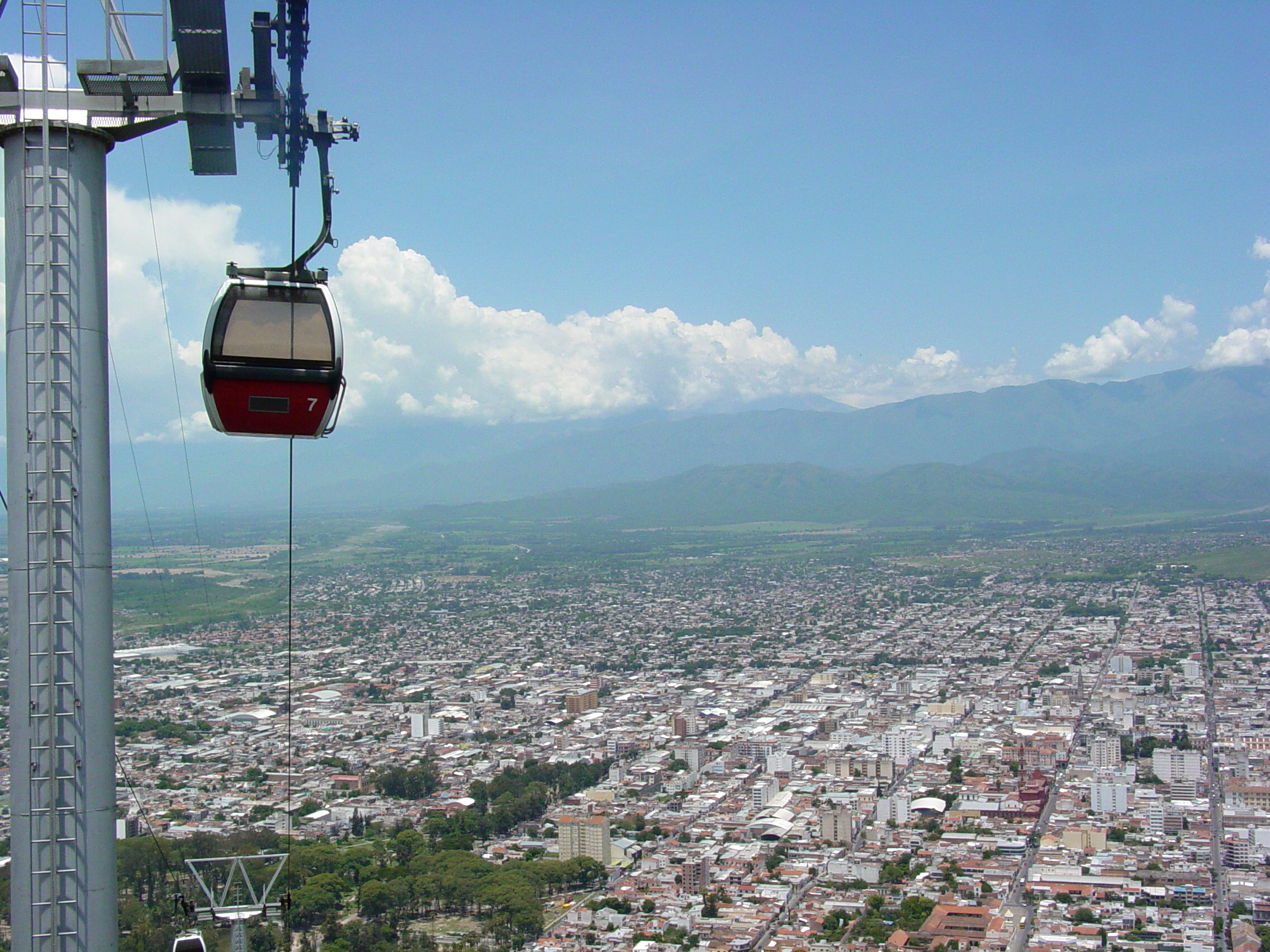
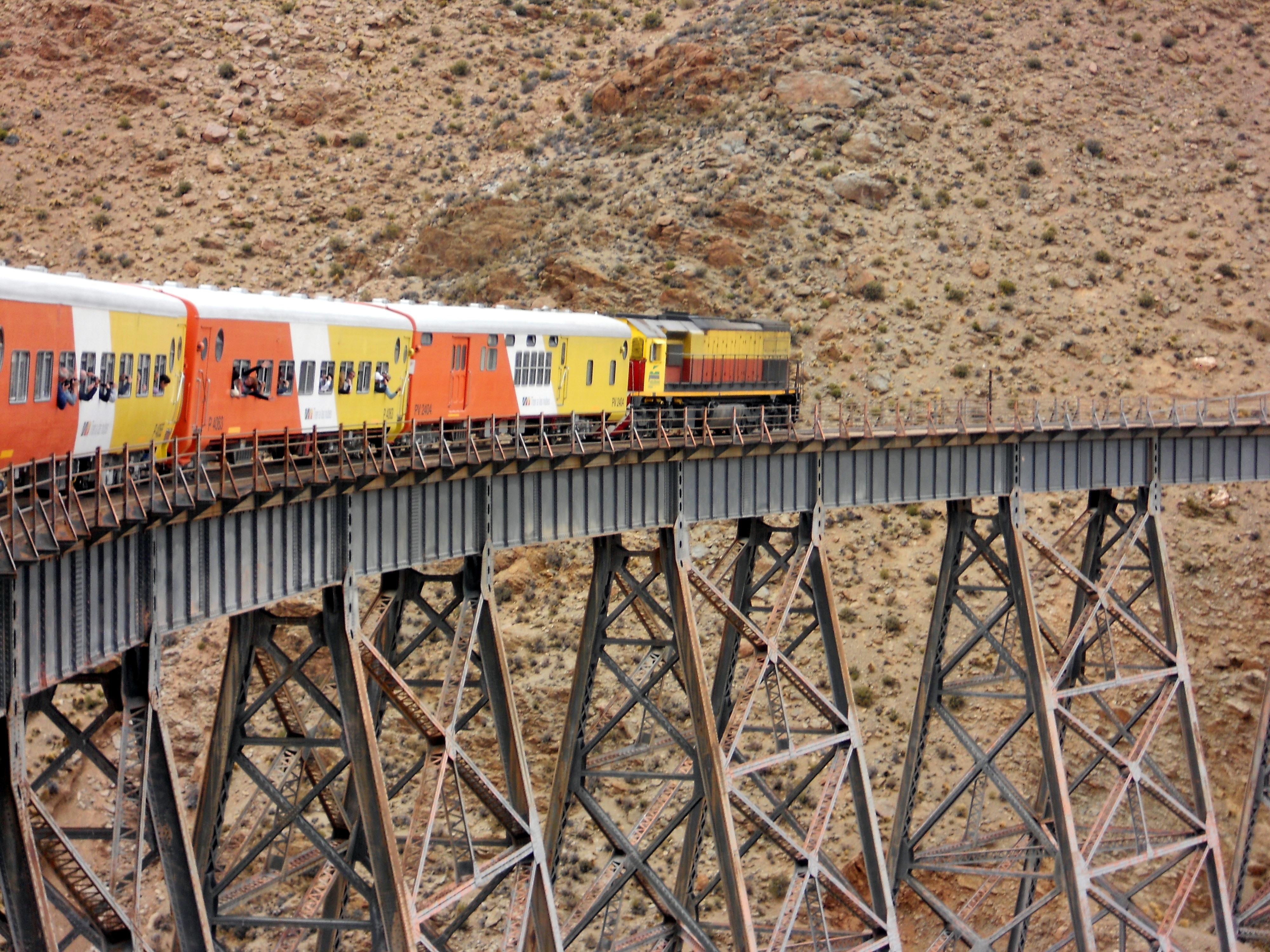
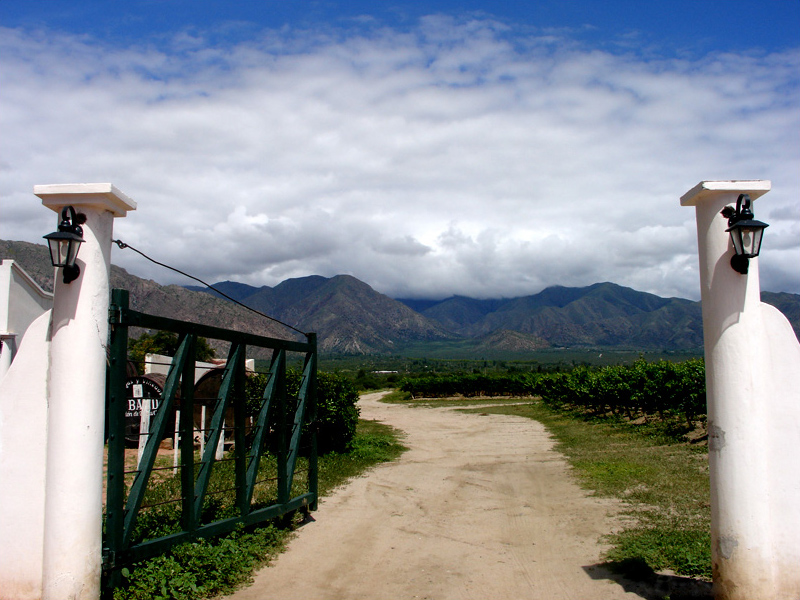
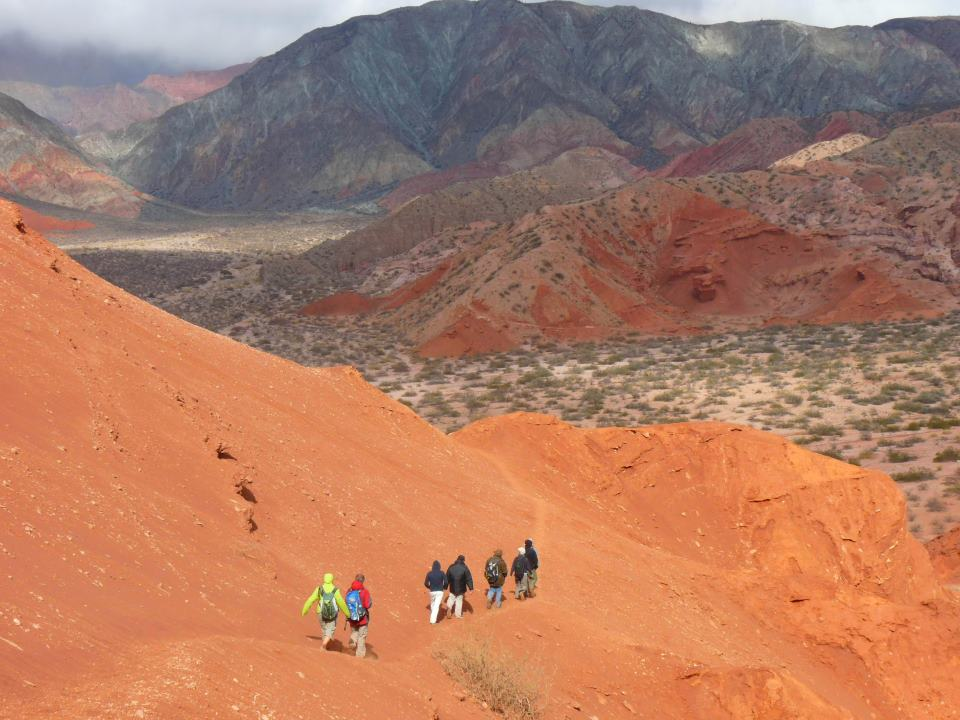
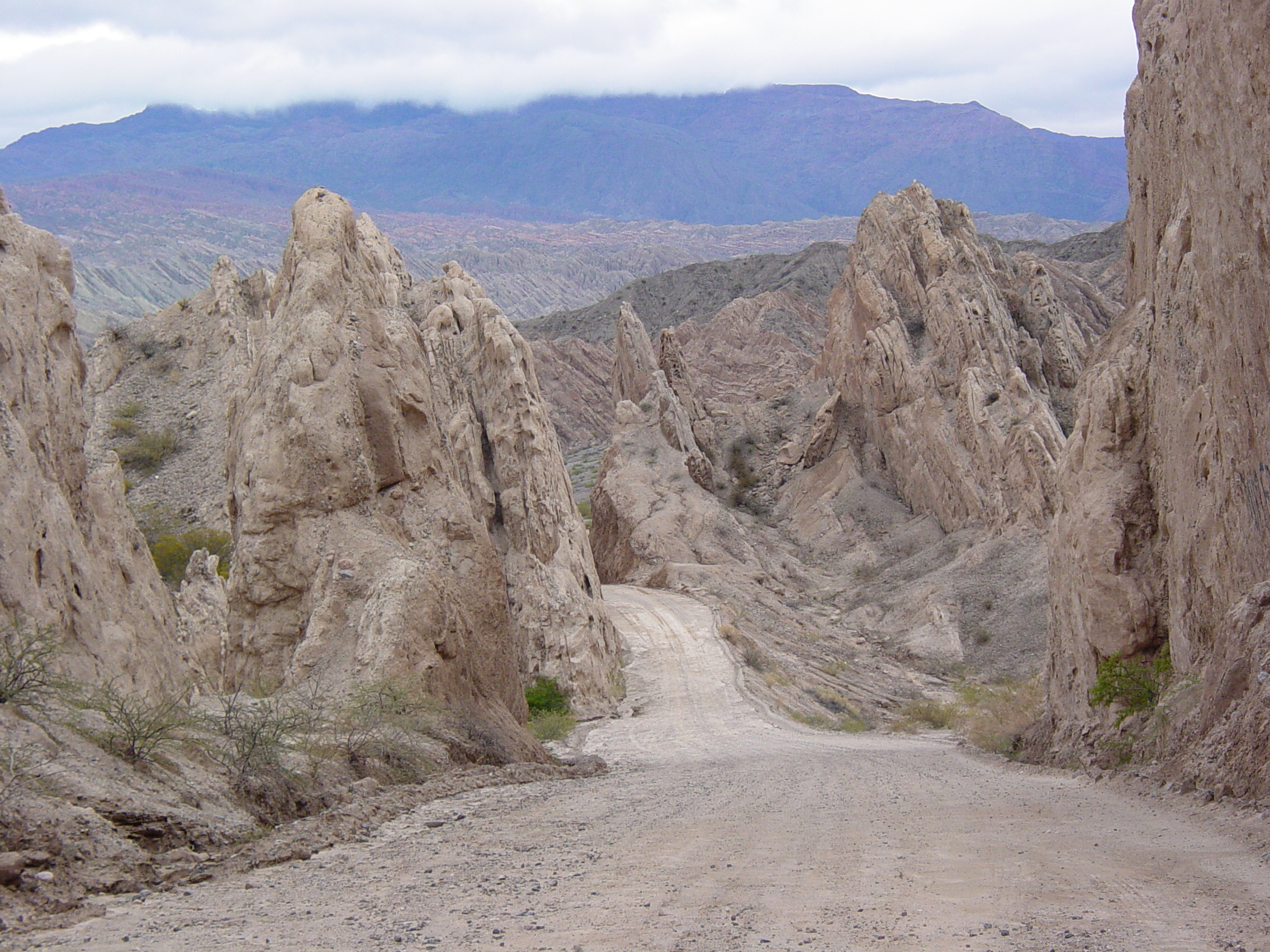
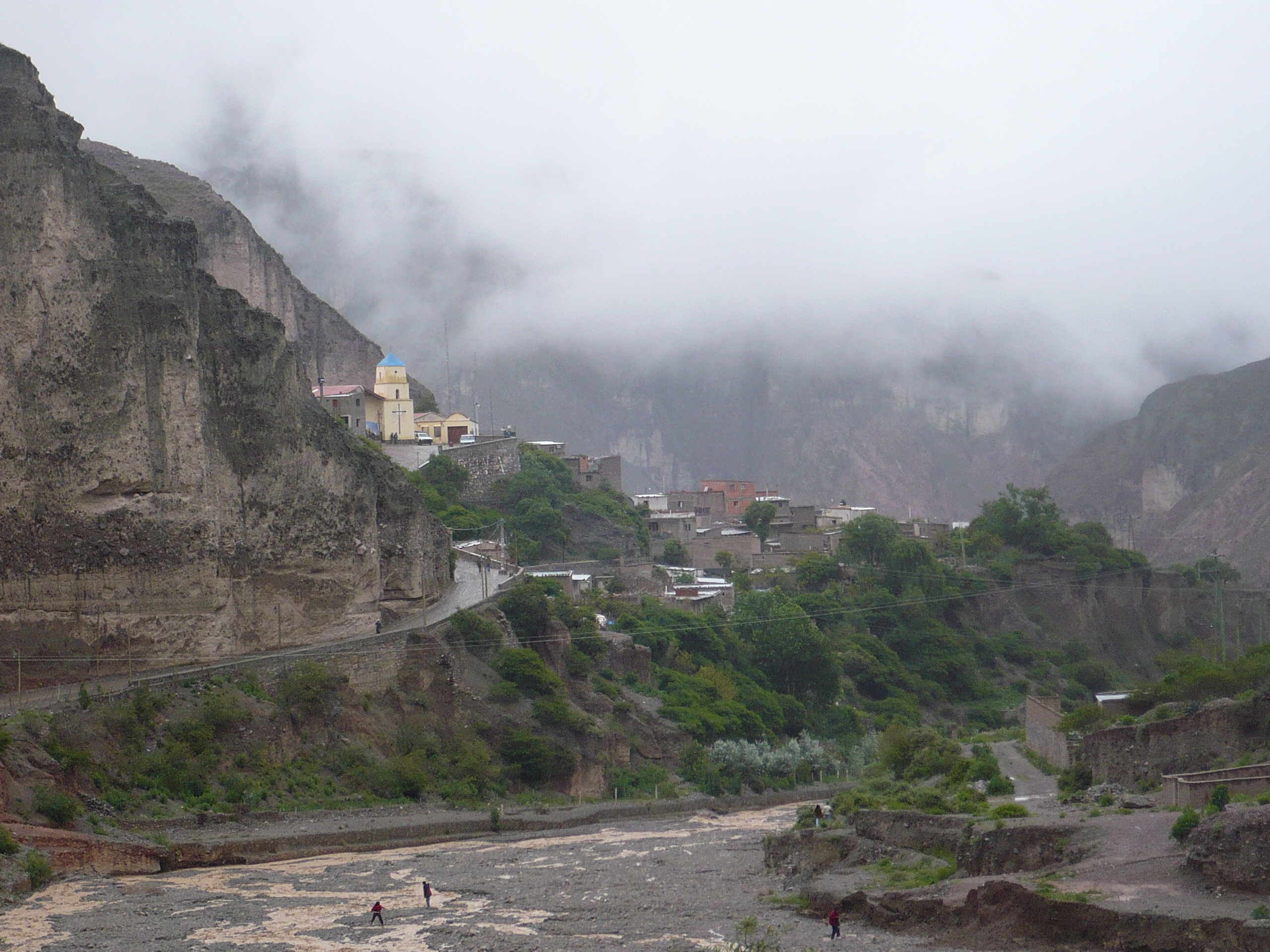
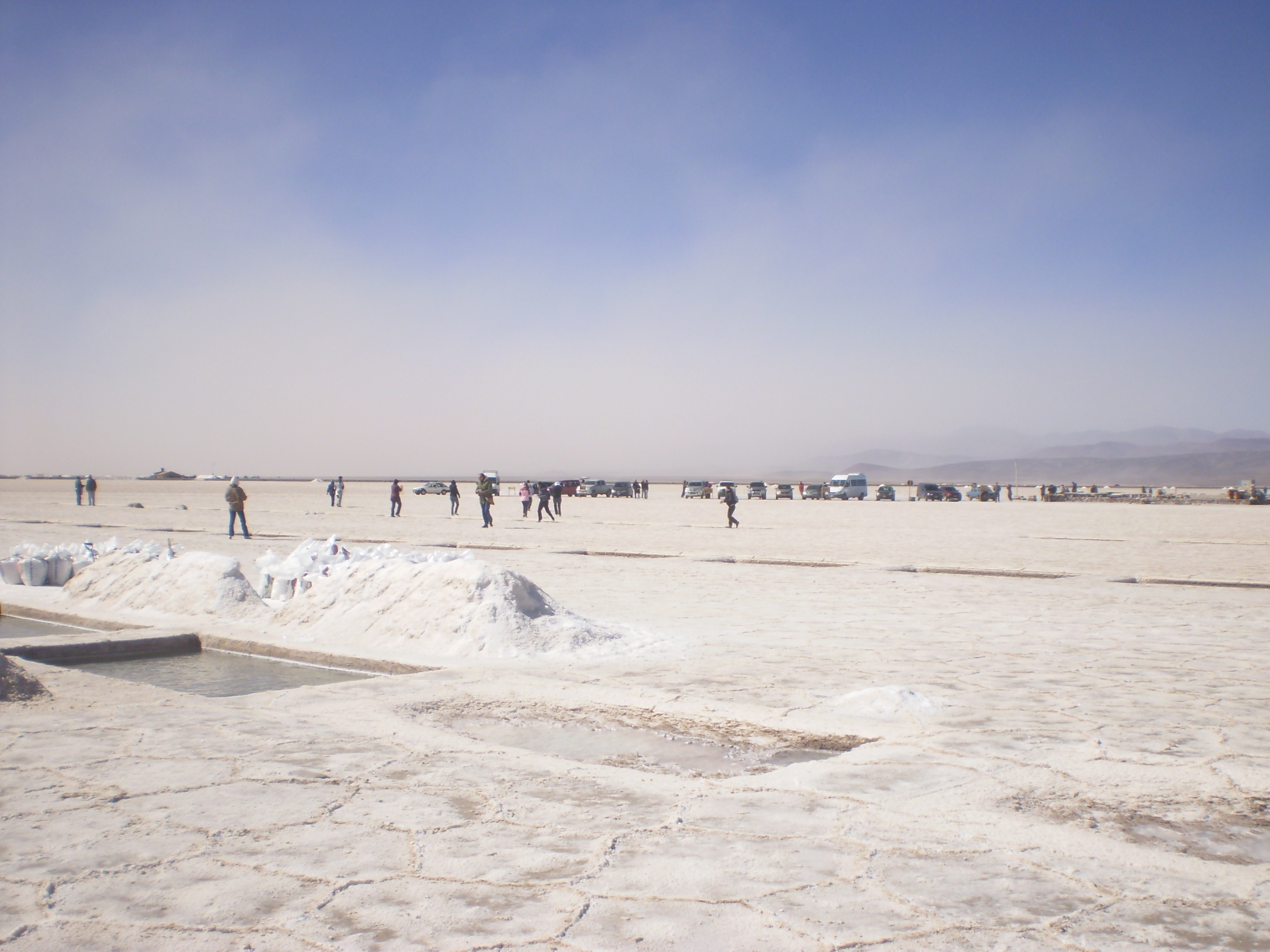
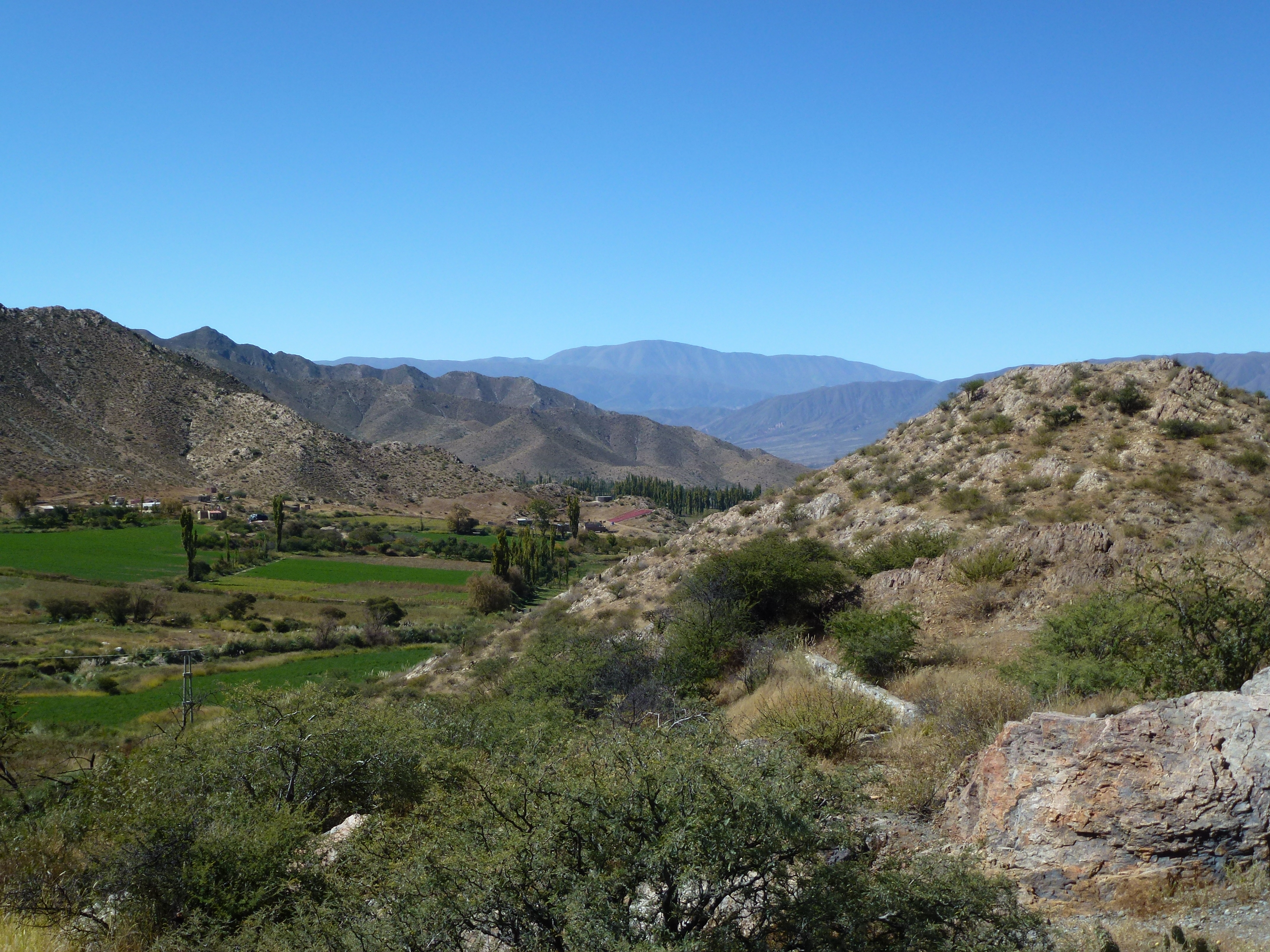
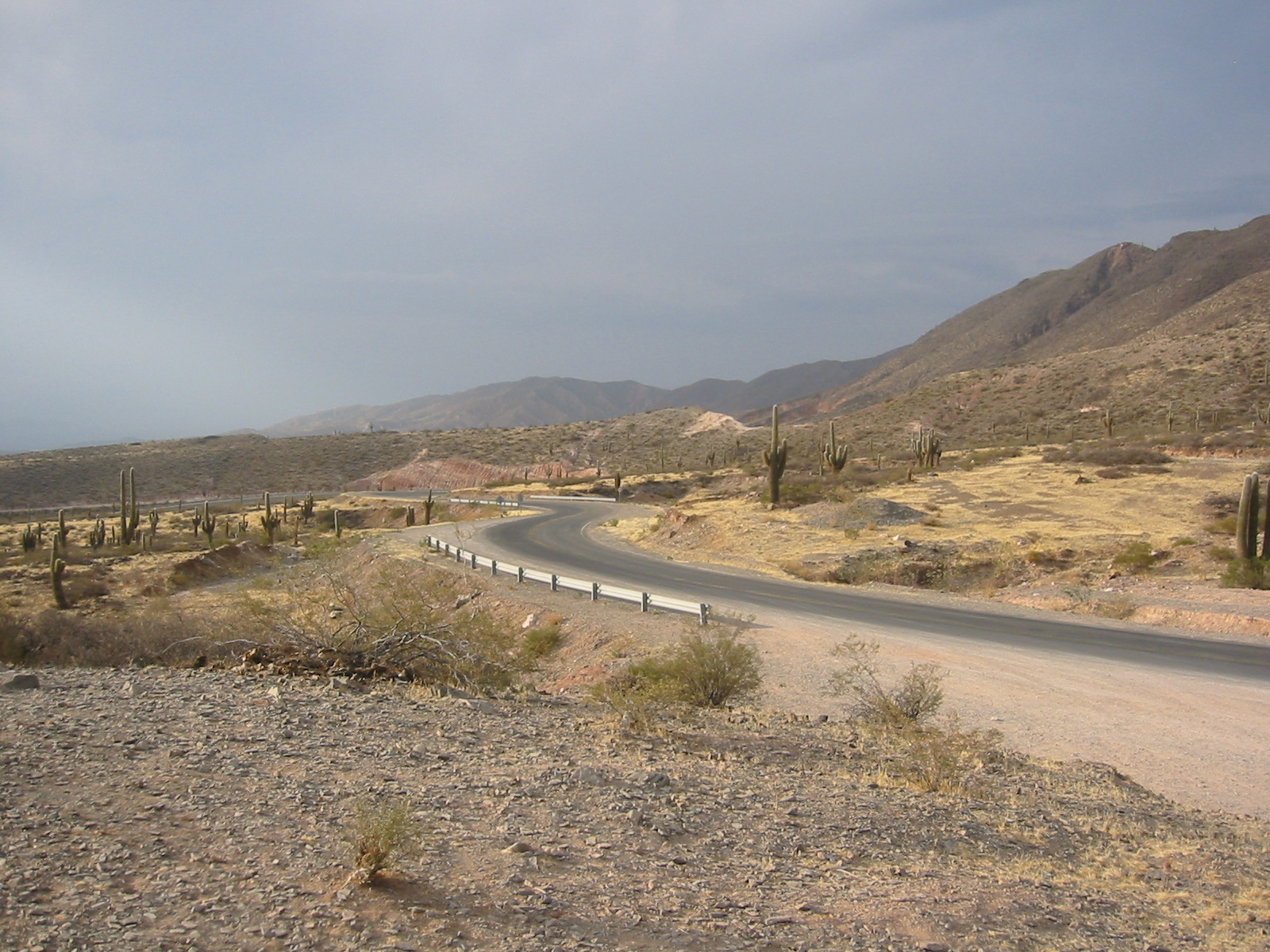